# نیروی اضطراری سازمان ملل متحد
نیروی اضطراری سازمان ملل متحد (انگلیسی: United Nations Emergency Force) یا یونف یک عملیات نظامی و حفظ صلح بود که توسط مجمع عمومی سازمان ملل متحد برای پایان دادن به بحران سوئز در سال ۱۹۵۶ از طریق استقرار نیروهای حافظ صلح بین‌المللی در مرز بین مصر و اسرائیل تأسیس شد.
نیروی اضطراری سازمان ملل متحد (یونف) که با قطعنامه ۱۰۰۱ در ۷ نوامبر ۱۹۵۶ تصویب شد، تا حد زیادی در نتیجه تلاش‌های دبیرکل سازمان ملل، داگ هامرشولد، و پیشنهاد وزیر امور خارجه کانادا، لستر بولز پیرسون، که بعداً جایزه صلح نوبل را برای آن دریافت کرد، توسعه یافت. نیروی اضطراری سازمان ملل متحد تا ماه مه ۱۹۶۷ در امتداد سینا و غزه مستقر بود، تا اینکه مصر از یونف درخواست کرد نیروهای خود را خارج کند.
مجمع عمومی سازمان ملل متحد بعداً نیروی اضطراری دوم سازمان ملل متحد را برای نظارت بر آتش‌بس بین نیروهای مصر و اسرائیل در پایان جنگ یوم کیپور در سال ۱۹۷۳ تأسیس کرد.